# Leichtathletik-Weltmeisterschaften 2013/Teilnehmer (Slowakei)
| Gelbes Symbol für Goldmedaillen mit stilisierten Olympischen Ringen | Graues Symbol für Silbermedaillen mit stilisierten Olympischen Ringen | Braundes Symbol für Bronzemedaillen mit stilisierten Olympischen Ringen |
| ------------------------------------------------------------------- | --------------------------------------------------------------------- | ----------------------------------------------------------------------- |
| —                                                                   | —                                                                     | —                                                                       |

Der Leichtathletik-Verband der Slowakei stellte bei den Leichtathletik-Weltmeisterschaften 2013 in der russischen Hauptstadt Moskau elf Teilnehmer.

## Ergebnisse

### Männer

#### Laufdisziplinen
| Athlet       | Disziplin   | Vorlauf     | Vorlauf | Halbfinale         | Halbfinale         | Finale             | Finale             |
| Athlet       | Disziplin   | Zeit        | Platz   | Zeit               | Platz              | Zeit               | Platz              |
| ------------ | ----------- | ----------- | ------- | ------------------ | ------------------ | ------------------ | ------------------ |
| Adam Zavacký | 100 m       | 10,46 s     | 41      | nicht qualifiziert | nicht qualifiziert | nicht qualifiziert | nicht qualifiziert |
| Jozef Repčík | 800 m       | 1:47,93 min | 31      | nicht qualifiziert | nicht qualifiziert | nicht qualifiziert | nicht qualifiziert |
| Anton Kučmín | 20 km Gehen |             |         |                    |                    | 1:24:38 h          | 21                 |
| Dušan Majdán | 50 km Gehen |             |         |                    |                    | 3:41:07 h SB       | 5                  |
| Matej Tóth   | 50 km Gehen |             |         |                    |                    | 3:57:50 h PB       | 39                 |

#### Sprung/Wurf
| Athlet          | Disziplin  | Qualifikation | Qualifikation | Finale  | Finale |
| Athlet          | Disziplin  | Weite         | Platz         | Weite   | Platz  |
| --------------- | ---------- | ------------- | ------------- | ------- | ------ |
| Marcel Lomnický | Hammerwurf | 76,97 m       | 6             | 77,57 m | 8      |

### Frauen

#### Laufdisziplinen
| Athletin       | Disziplin   | Vorlauf | Vorlauf | Halbfinale | Halbfinale | Finale    | Finale |
| Athletin       | Disziplin   | Zeit    | Platz   | Zeit       | Platz      | Zeit      | Platz  |
| -------------- | ----------- | ------- | ------- | ---------- | ---------- | --------- | ------ |
| Mária Czaková  | 20 km Gehen |         |         |            |            | 1:36:34 h | 51     |
| Mária Gáliková | 20 km Gehen |         |         |            |            | DNF       | DNF    |

#### Sprung/Wurf
| Athletin         | Disziplin  | Qualifikation | Qualifikation | Finale             | Finale             |
| Athletin         | Disziplin  | Weite         | Platz         | Weite              | Platz              |
| ---------------- | ---------- | ------------- | ------------- | ------------------ | ------------------ |
| Jana Velďáková   | Weitsprung | 6,48 m        | 19            | nicht qualifiziert | nicht qualifiziert |
| Dana Velďáková   | Dreisprung | 13,88 m       | 12            | 13,84 m            | 11                 |
| Martina Hrašnová | Hammerwurf | 68,00 m       | 21            | nicht qualifiziert | nicht qualifiziert |